# Юнацький чемпіонат Європи з футболу (U-19) 2010 (елітний раунд)
Юнацький чемпіонат Європи з футболу (U-19) 2010 (елітний раунд) — відбірний етап, що пройшов у 2010 році. До фінального турніру потрапили сім збірних, збірна Франції, як господар була вільна від відбору.

## Жеребкування
| Кошик A                                                      | Кошик B                                                        | Кошик C                                                 | Кошик D                                                                             |
| ------------------------------------------------------------ | -------------------------------------------------------------- | ------------------------------------------------------- | ----------------------------------------------------------------------------------- |
| Італія Норвегія Сербія Португалія Англія Нідерланди Хорватія | Росія Туреччина Україна Швейцарія Угорщина Німеччина Шотландія | Бельгія Чехія Ірландія Іспанія Данія Словаччина Румунія | Греція Австрія Азербайджан Боснія і Герцеговина Північна Ірландія Польща Чорногорія |

## Група 1
| Збірна     | І | В | Н | П | ГЗ | ГП | РГ  | О |
| ---------- | - | - | - | - | -- | -- | --- | - |
| Хорватія   | 3 | 3 | 0 | 0 | 6  | 1  | +5  | 9 |
| Бельгія    | 3 | 2 | 0 | 1 | 7  | 4  | +3  | 6 |
| Шотландія  | 3 | 1 | 0 | 2 | 5  | 3  | +2  | 3 |
| Чорногорія | 3 | 0 | 0 | 3 | 1  | 11 | −10 | 0 |

| 19 травня 2010 14:30 |

| Хорватія                 | 2 – 1    | Бельгія       |
| ------------------------ | -------- | ------------- |
| Маглиця 45+3' Озобич 68' | Протокол | Ван Ееноо 50' |

| Лучко, Лучко Арбітр: Шульц (Польща) |

| 19 травня 2010 14:30 |

| Шотландія                                  | 4 – 0    | Чорногорія |
| ------------------------------------------ | -------- | ---------- |
| МакХ'ю 13' Робінсон 29' Армстронг 74', 85' | Протокол |            |

| Велика Гориця, Велика Гориця Арбітр: Панаї ( Кіпр) |

| 21 травня 2010 17:00 |

| Бельгія                   | 2 – 1    | Шотландія |
| ------------------------- | -------- | --------- |
| Бадібанга 69' Стерк 90+2' | Протокол | Інман 87' |

| Міський, Врбовец Арбітр: Діаз (Португалія) |

| 21 травня 2010 19:00 |

| Чорногорія | 0 – 3    | Хорватія                             |
| ---------- | -------- | ------------------------------------ |
|            | Протокол | Озобич 34' Тичинович 84' Маглиця 90' |

| Карловац, Карловац Арбітр: Панаї ( Кіпр) |

| 24 травня 2010 17:00 |

| Шотландія | 0 – 1    | Хорватія        |
| --------- | -------- | --------------- |
|           | Протокол | Андріяшевич 19' |

| Запрешич, Запрешич Арбітр: Діаз (Португалія) |

| 24 травня 2010 17:00 |

| Чорногорія          | 1 – 4    | Бельгія                                          |
| ------------------- | -------- | ------------------------------------------------ |
| Ван Дамм 32' (авт.) | Протокол | Ван Дамм 9' Лестьєнн 16' Бадібанга 28' Бруно 73' |

| Велика Гориця, Велика Гориця Арбітр: Шульц (Польща) |

## Група 2
| Збірна     | І | В | Н | П | ГЗ | ГП | РГ | О |
| ---------- | - | - | - | - | -- | -- | -- | - |
| Португалія | 3 | 2 | 1 | 0 | 7  | 4  | +3 | 7 |
| Греція     | 3 | 2 | 1 | 0 | 4  | 1  | +3 | 7 |
| Угорщина   | 3 | 1 | 0 | 2 | 5  | 4  | +1 | 3 |
| Румунія    | 3 | 0 | 0 | 3 | 1  | 8  | −7 | 0 |

| 3 травня 2010 17:00 |

| Португалія                                      | 3 – 1    | Румунія   |
| ----------------------------------------------- | -------- | --------- |
| Сержіу Олівейра 2' Нелсон Олівейра 9' Алекс 68' | Протокол | Матей 10' |

| Футбольний парк, Телкі Арбітр: Мінасян (Вірменія) |

| 3 травня 2010 17:00 |

| Угорщина | 0 – 1    | Греція      |
| -------- | -------- | ----------- |
|          | Протокол | Велліос 83' |

| Вароші, Татабанья Арбітр: Карасьов (Росія) |

| 5 травня 2010 17:00 |

| Португалія | 1 – 1    | Греція                  |
| ---------- | -------- | ----------------------- |
| Бальде 83' | Протокол | Йоанніс Потурідіс 90+2' |

| Футбольний парк, Телкі Арбітр: Лехнер (Австрія) |

| 5 травня 2010 17:00 |

| Румунія | 0 – 3    | Угорщина                          |
| ------- | -------- | --------------------------------- |
|         | Протокол | Сімон 9', 83' Шкріба 90+2' (пен.) |

| Вароші, Татабанья Арбітр: Мінасян (Вірменія) |

| 8 травня 2010 13:00 |

| Угорщина               | 2 – 3    | Португалія                             |
| ---------------------- | -------- | -------------------------------------- |
| Кульшар 27' Шкріба 32' | Протокол | Агра 21' Алекс 43' Нелсон Олівейра 59' |

| Вароші, Татабанья Арбітр: Карасьов (Росія) |

| 8 травня 2010 13:00 |

| Греція            | 2 – 0    | Румунія |
| ----------------- | -------- | ------- |
| Манталос 61', 86' | Протокол |         |

| Футбольний парк, Телкі Арбітр: Лехнер (Австрія) |

## Група 3
| Збірна               | І | В | Н | П | ГЗ | ГП | РГ | О |
| -------------------- | - | - | - | - | -- | -- | -- | - |
| Англія               | 3 | 2 | 1 | 0 | 6  | 1  | +5 | 7 |
| Ірландія             | 3 | 2 | 0 | 1 | 2  | 1  | +1 | 6 |
| Україна              | 3 | 1 | 1 | 1 | 5  | 3  | +2 | 4 |
| Боснія і Герцеговина | 3 | 0 | 0 | 3 | 1  | 9  | −8 | 0 |

| 26 травня 2010 12:00 |

| Англія      | 1 – 0    | Ірландія |
| ----------- | -------- | -------- |
| Парретт 37' | Протокол |          |

| НТК імені Віктора Баннікова, Київ Арбітр: Ліран Ліані (Ізраїль) |

| 26 травня 2010 16:00 |

| Україна                                            | 4 – 1    | Боснія і Герцеговина |
| -------------------------------------------------- | -------- | -------------------- |
| Чайковський 10', 43' (пен.) Зубко 56' Сидорчук 72' | Протокол | Панджа 45'           |

| «Борекс», Бородянка Арбітр: Єміні (Албанія) |

| 28 травня 2010 14:00 |

| Англія                                        | 4 – 0    | Боснія і Герцеговина |
| --------------------------------------------- | -------- | -------------------- |
| Нобл 2' Філліпс 18' Босток 69' Дельфунесо 79' | Протокол |                      |

| НТК імені Віктора Баннікова, Київ Арбітр: Єміні (Албанія) |

| 28 травня 2010 17:00 |

| Україна | 0 – 1    | Ірландія            |
| ------- | -------- | ------------------- |
|         | Протокол | Кліффорд 60' (пен.) |

| «Борекс», Бородянка Арбітр: Борбалан (Іспанія) |

| 31 травня 2010 17:00 |

| Україна   | 1 – 1    | Англія      |
| --------- | -------- | ----------- |
| Зубко 81' | Протокол | Парретт 83' |

| «Борекс», Бородянка Арбітр: Борбалан (Іспанія) |

| 31 травня 2010 17:00 |

| Ірландія            | 1 – 0    | Боснія і Герцеговина |
| ------------------- | -------- | -------------------- |
| Кліффорд 68' (пен.) | Протокол |                      |

| НТК імені Віктора Баннікова, Київ Арбітр: Ліран Ліані (Ізраїль) |

## Група 4
| Збірна      | І | В | Н | П | ГЗ | ГП | РГ | О |
| ----------- | - | - | - | - | -- | -- | -- | - |
| Іспанія     | 3 | 2 | 1 | 0 | 8  | 3  | +5 | 7 |
| Туреччина   | 3 | 2 | 0 | 1 | 6  | 4  | +2 | 6 |
| Норвегія    | 3 | 0 | 2 | 1 | 3  | 4  | −1 | 2 |
| Азербайджан | 3 | 0 | 1 | 2 | 1  | 7  | −6 | 1 |

| 14 квітня 2010 15:00 |

| Норвегія  | 1 – 1    | Іспанія    |
| --------- | -------- | ---------- |
| Олсен 44' | Протокол | Рочина 62' |

| Анатолійський Університет, Ескішехір Арбітр: Годович (Сербія) |

| 14 квітня 2010 15:00 |

| Туреччина            | 2 – 0    | Азербайджан |
| -------------------- | -------- | ----------- |
| Емре 55' (пен.), 58' | Протокол |             |

| Ескішехір Ататюрк, Ескішехір Арбітр: Готьє (Франція) |

| 16 квітня 2010 15:00 |

| Норвегія  | 1 – 1    | Азербайджан |
| --------- | -------- | ----------- |
| Олсен 44' | Протокол | Гасанов 81' |

| Анатолійський Університет, Ескішехір Арбітр: Костадінов (Болгарія) |

| 16 квітня 2010 15:00 |

| Іспанія                          | 3 – 2    | Туреччина             |
| -------------------------------- | -------- | --------------------- |
| Кеко 8' Алькантара 45' Ромеу 55' | Протокол | Нечип 14' Мухамет 48' |

| Ескішехір Ататюрк, Ескішехір Арбітр: Готьє (Франція) |

| 19 квітня 2010 15:00 |

| Туреччина           | 2 – 1    | Норвегія     |
| ------------------- | -------- | ------------ |
| Емре 16' Волкан 64' | Протокол | Рінгстад 21' |

| Ескішехір Ататюрк, Ескішехір Арбітр: Годович (Сербія) |

| 19 квітня 2010 15:00 |

| Азербайджан | 0 – 4    | Іспанія                                           |
| ----------- | -------- | ------------------------------------------------- |
|             | Протокол | Рочина 29', 31' Алькантара 36' (пен.) Родріго 70' |

| Анатолійський Університет, Ескішехір Арбітр: Костадінов (Болгарія) |

## Група 5
| Збірна            | І | В | Н | П | ГЗ | ГП | РГ | О |
| ----------------- | - | - | - | - | -- | -- | -- | - |
| Італія            | 3 | 2 | 0 | 1 | 6  | 5  | +1 | 6 |
| Росія             | 3 | 1 | 2 | 0 | 8  | 6  | +2 | 5 |
| Чехія             | 3 | 1 | 1 | 1 | 6  | 6  | 0  | 4 |
| Північна Ірландія | 3 | 0 | 1 | 2 | 5  | 8  | −3 | 1 |

| 21 травня 2010 14:00 |

| Італія                | 2 – 0    | Чехія |
| --------------------- | -------- | ----- |
| Дестро 27' Боріні 75' | Протокол |       |

| Спартак, Щолково Арбітр: Вучков (Хорватія) |

| 21 травня 2010 15:00 |

| Росія                   | 2 – 2    | Північна Ірландія |
| ----------------------- | -------- | ----------------- |
| Гатагов 17' Кокорін 49' | Протокол | Норвуд 82', 90+3' |

| Крила Рад, Москва Арбітр: Лерьюс (Швеція) |

| 23 травня 2010 15:00 |

| Італія                        | 3 – 2    | Північна Ірландія               |
| ----------------------------- | -------- | ------------------------------- |
| Дестро 40', 66' Тремолада 42' | Протокол | Норвуд 32' (пен.) Маклафлін 58' |

| Спартак, Щолково Арбітр: Ковач (Румунія) |

| 23 травня 2010 15:00 |

| Чехія                             | 3 – 3    | Росія                                     |
| --------------------------------- | -------- | ----------------------------------------- |
| Крейчі 28' Скалак 32' Кадлець 78' | Протокол | Гатагов 11' Кокорін 45' Кутний 82' (авт.) |

| Крила Рад, Москва Арбітр: Вучков (Хорватія) |

| 26 травня 2010 15:00 |

| Росія                                | 3 – 1    | Італія     |
| ------------------------------------ | -------- | ---------- |
| Логуа 5' Канунніков 47' Башкиров 65' | Протокол | Боріні 62' |

| Крила Рад, Москва Арбітр: Лерьюс (Швеція) |

| 26 травня 2010 15:00 |

| Північна Ірландія | 1 – 3    | Чехія                                |
| ----------------- | -------- | ------------------------------------ |
| Грей 74'          | Протокол | Крейчі 42' Фантіш 57' Кадержабек 90' |

| Спартак, Щолково Арбітр: Ковач (Румунія) |

## Група 6
| Збірна     | І | В | Н | П | ГЗ | ГП | РГ | О |
| ---------- | - | - | - | - | -- | -- | -- | - |
| Нідерланди | 3 | 2 | 1 | 0 | 5  | 0  | +5 | 7 |
| Словаччина | 3 | 1 | 1 | 1 | 2  | 2  | 0  | 4 |
| Німеччина  | 3 | 1 | 0 | 2 | 5  | 6  | −1 | 3 |
| Польща     | 3 | 1 | 0 | 2 | 2  | 6  | −4 | 3 |

| 18 травня 2010 17:00 |

| Нідерланди | 0 – 0    | Словаччина |
| ---------- | -------- | ---------- |
|            | Протокол |            |

| Спортпарк, Ехт Арбітр: Гйялталі (Ісландія) |

| 18 травня 2010 19:00 |

| Німеччина                        | 4 – 1    | Польща      |
| -------------------------------- | -------- | ----------- |
| Тосун 15', 21', 55' Альварес 68' | Протокол | Кухарчик 6' |

| Бакенбос, Тегелен Арбітр: Трітсоніс (Греція) |

| 20 травня 2010 16:00 |

| Словаччина              | 2 – 1    | Німеччина |
| ----------------------- | -------- | --------- |
| Банович 45+1' Мікуш 87' | Протокол | Сотер 8'  |

| Спортпарк, Ехт Арбітр: Гйялталі (Ісландія) |

| 20 травня 2010 18:30 |

| Нідерланди         | 2 – 0    | Польща |
| ------------------ | -------- | ------ |
| Кастеньос 53', 64' | Протокол |        |

| Бакенбос, Тегелен Арбітр: Лі Проберт (Англія) |

| 23 травня 2010 18:00 |

| Німеччина | 0 – 3    | Нідерланди                    |
| --------- | -------- | ----------------------------- |
|           | Протокол | Кабрал 7' ван Хаарен 37', 52' |

| Де Кул, Венло Арбітр: Лі Проберт (Англія) |

| 23 травня 2010 18:00 |

| Польща      | 1 – 0    | Словаччина |
| ----------- | -------- | ---------- |
| Борисюк 18' | Протокол |            |

| Бакенбос, Тегелен Арбітр: Трітсоніс (Греція) |

## Група 7
| Збірна    | І | В | Н | П | ГЗ | ГП | РГ | О |
| --------- | - | - | - | - | -- | -- | -- | - |
| Австрія   | 3 | 2 | 0 | 1 | 8  | 6  | +2 | 6 |
| Сербія    | 3 | 2 | 0 | 1 | 7  | 6  | +1 | 6 |
| Данія     | 3 | 1 | 0 | 2 | 6  | 7  | −1 | 3 |
| Швейцарія | 3 | 1 | 0 | 2 | 5  | 7  | −2 | 3 |

| 25 травня 2010 16:00 |

| Сербія                                | 3 – 2    | Данія                    |
| ------------------------------------- | -------- | ------------------------ |
| Алексич 23' Джуричич 28' Шчепович 57' | Протокол | Йоргенсен 15' Кадрії 45' |

| Галль, Галль-ін-Тіроль Арбітр: Мадден (Шотландія) |

| 25 травня 2010 19:00 |

| Швейцарія                     | 3 – 2    | Австрія                  |
| ----------------------------- | -------- | ------------------------ |
| Зот'є 26' Цубер 74' Джака 90' | Протокол | Вайман 6' Джуріцин 90+4' |

| Спортцентрум, Швац Арбітр: Орсато (Італія) |

| 27 травня 2010 16:00 |

| Данія         | 1 – 0    | Швейцарія |
| ------------- | -------- | --------- |
| Йоргенсен 34' | Протокол |           |

| Галль, Галль-ін-Тіроль Арбітр: Цинкевич (Білорусь) |

| 27 травня 2010 19:00 |

| Сербія | 0 – 2    | Австрія                  |
| ------ | -------- | ------------------------ |
|        | Протокол | Клем 70' Кнасмюллнер 90' |

| Спортцентрум, Швац Арбітр: Мадден (Шотландія) |

| 30 травня 2010 17:00 |

| Швейцарія            | 2 – 4    | Сербія                                 |
| -------------------- | -------- | -------------------------------------- |
| Мехмеді 58' Ланг 67' | Протокол | Ляїч 19', 77' Джуричич 29' Алексич 69' |

| Спортцентрум, Швац Арбітр: Орсато (Італія) |

| 30 травня 2010 17:00 |

| Австрія                                                  | 4 – 3    | Данія                         |
| -------------------------------------------------------- | -------- | ----------------------------- |
| Гольцгаузер 16' Кнасмюллнер 24', 77' Джуріцин 73' (пен.) | Протокол | Ларсен 11' Йоргенсен 34', 61' |

| Галль, Галль-ін-Тіроль Арбітр: Цинкевич (Білорусь) |